# Orthaltica melina
Orthaltica melina är en skalbaggsart som beskrevs av Horn 1889. Orthaltica melina ingår i släktet Orthaltica och familjen bladbaggar. Inga underarter finns listade i Catalogue of Life.